# هماتروپین
هماتروپین‌ (به انگلیسی: Homatropine)
رده درمانی: داروهای آنتی کولینرژیک .
اشکال دارویی: قطره

## موارد مصرف
هماتروپین برای اندازه‌گیری میزان خطای انکساری، درمان التهاب عنبیه، جسم مژگانی و مشیمیه، کمک بینایی در موارد حباب‌های محوری عدسی و نیز گشادکردن مردمک قبل یا بعد از عمل جراحی به کار می‌رود.

## مکانیسم اثر
این دارو با مسدود کردن گیرنده‌های موسکارینی در عضله اسفنکتر عنبیه و عضله تطابق دهنده جسم مژگانی، مانع از انقباض آن‌ها توسط استیل کولین می‌شود و در نتیجه موجب گشاد شدن مردمک و فلج تطابق می‌گردد.

## عوارض جانبی
تاری دید و افزایش حساسیت چشم‌ها، تشدید گلوکوم با زاویه بسته، به خصوص در افراد مسن، برافروختگی و خشکی پوست همراه با دانه‌های جلدی در کودکان، از عوارض این دارو هستند. بعلاوه، مصرف طولانی مدت هماتروپین ممکن است موجب بروز التهاب موضعی، احتقان عروقی، خیز، درماتیت تماسی، اگزودا و ورم ملتحمه آلرژیک شود.